# Synclavier

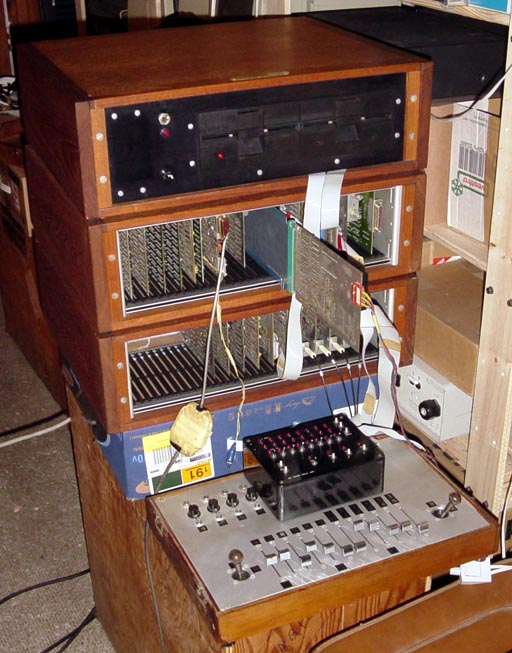
Synclavier I

Das Synclavier ist ein Klangerzeugungs- und Produktionssystem, das von 1975 bis 1991 von dem Unternehmen New England Digital (NED) gebaut wurde. Entwickelt wurde es am Dartmouth College. Zunächst nur ein reiner digitaler Synthesizer auf Basis der FM-Synthese, wurde es bald um Sampling- und Harddisk-Recording-Funktionen erweitert. In den 1980er Jahren wurde es von vielen Musikern weltweit verwendet.

## Geschichte

### 1979 bis 1984
Das Synclavier wurde Mitte der 1970er Jahre von Jon Appleton, einem Spezialisten für elektronische Musik am Dartmouth College, als musikalischer Berater und von den Gründern von New England Digital, Sydney Alonso (Hardware) und Cameron Jones (Software), entwickelt. Zunächst war das Synclavier ein digitaler 8-Bit-Synthesizer auf Basis der FM- und Additiven Synthese.
Im Jahr 1978 erschien das Synclavier (auch Synclavier I genannt). Dieses System hergestellt von New England Digital damals „NEDCO“ war der erste kommerziell vertriebene digitale FM-Synthesizer.
Nur wenige Exemplare wurden gebaut.
Kurz darauf folgte im Jahre 1979 das Synclavier II. Das System war ein Computer mit einer leistungsfähigen, von NED selbst entwickelten CPU („B-Processor“), dem man je nach Verwendungszweck verschiedene Optionen hinzufügen konnte.
Das Synclavier II wurde also nicht als Musikinstrument, sondern auch und vorrangig als Computer vertrieben. Es wurde in Forschung, Raumfahrt, Industrie sowie zu militärischen Zwecken eingesetzt.
„Keyboard-Option“: Das Keyboard des Synclavier II, genannt „ORK“ (für „Original Keyboard“), bot eine 61 Tasten umfassende standard „Pratt-Reed“-Kunststofftastatur ohne Anschlagsdynamik.
„FM Synthesizer-Option“: Die Klangerzeugung bestand aus den bekannten „8 Bit FM/Additive“-Synthesizer-Karten, die sich nun in 4er Blöcken bis auf 32 Stimmen ausbauen ließen.
An das Synclavier II konnte ein VT100-Terminal („Terminal-Option“), Drucker („Musik Printing-Option“), Diskettenlaufwerke und über eine frühe Implementation der SCSI-Schnittstelle Festplatten in der Größe von 5–50 MB angeschlossen werden („Winchester-Option“).
Das Echtzeitsoftware-Modul („RTP“ für real time program), welches musikalische Anwendungen ermöglichte, enthielt einen Sequenzer mit 32 Spuren (später 200 Spuren). Sowohl die Synthesizer- als auch die Sequenzerfunktionen ließen sich ohne Bildschirm direkt vom „ORK“ Keyboard des Synclavier II aus bedienen.
Die „Sample-to-Disk“-Option (1982) ermöglichte das Sampling. Durch Abspielen der Samples direkt von der Festplatte war es möglich, Aufnahmen zwar nur einstimmig, dafür aber in der damals sehr hohen Auflösung von 16 Bit/50 kHz (also besser als CD-Qualität) auf der ORK-Tastatur, vom Sequenzer des Synclavier oder durch externe Signale ausgelöst wiederzugeben bzw. spielbar zu machen.
Die maximale Länge der wiedergegebenen Samples wurde nur durch die Festplattenkapazität begrenzt. Diese Funktionen stellten zur damaligen Zeit die Grenze des technisch machbaren dar und rechtfertigten den hohen Preis der Systeme.

### 1984 bis 1989
Im Jahr 1984 wurde eine neue Tastatur für das Synclavier vorgestellt, das „Velocity/Pressure Keyboard“ kurz „V/PK“. Die Klaviatur war nun anschlagsdynamisch und polyphon-druckdynamisch spielbar und umfasste 76 handgefertigte Holztasten. Die Tastatur wurde von der Firma Sequential Circuits übernommen, in deren Prophet-T8-Synthesizer sie ursprünglich Verwendung fand.
Im Jahr 1985 brachte NED eine Erweiterung für das Synclavier auf den Markt, die echtes 32-stimmiges Stereo-Sampling mit 100 kHz bei 16 Bit ermöglichte („Poly-Sampling-Option“). Die 32 Stimmen des Samplers waren (auf der analogen Ebene) dynamisch (also für jeden Klang unabhängig) auf bis zu 32 symmetrische Einzelausgänge routbar. Das Synclavier wurde nunmehr in Paketen verkauft, die je nach Größe der gelieferten Racks benannt sind (z. B. „PSMT“ (Poly-Sampling-Medium-Tower)). Zur Speicherung konnte man auf 4 bis 32 MB RAM (später bis 1,2 GB), Bandlaufwerke (Tape-Streamer) und ein WORM-Laufwerk mit 2 GB zurückgreifen.
Fügte man das 16-Spur-Harddisk-Recording hinzu („Direct-to-Disc“-Option), ergab sich ein komplettes digitales Musikproduktionssystem genannt „Tapeless Studio“. Der Preis für ein solches System reichte bis zu 400.000 US-Dollar.

### 1989 bis 1992
1989 wurden von New England Digital die digitalen Musikproduktionssysteme, Synclavier 3200, Synclavier 6400 und Synclavier 9600, das Aufnahmesystem „Direct-To-Disk“ sowie das für die Post-Produktionsanwendung bestimmte „Post-Pro SD“ auf den Markt gebracht.

### 1993 bis heute
Sinkende Preise, immer leistungsfähigere PC-Hardware und billigere Sampler führten zu finanziellen Problemen bei NED und bedeuteten gegen Ende 1992 das Aus für das Unternehmen. Die Wartung und Weiterentwicklung der Hard- und Software der bestehenden Synclavier-Systeme wurde zunächst vom Synclavier Owners Consortium, danach von dem Unternehmen Demas fortgesetzt.

## Technische Daten
- Polyphonie: 4 bis 128 Stimmen, Stereo-FM in 8er-Blöcken oder Stereo-Sampling in 4er-Blöcken
- Sampler: Quasi 24 bit (16x8 bit), 100 kHz variable Samplingrate in 0,1-kHz-Schritten
- Klangerzeugung: Sampling, FM-Synthese, Additive Synthese und Resynthese
- Sample-Zeit: variabel entsprechend der RAM- oder Festplattenkapazität
- Aufnahme: 16 Spuren bei 100 kHz, Direct-to-Disk
- Tastatur: 76 gewichtete anschlagsdynamische Holztasten, Hammermechanik, mit polyphonem Aftertouch und Abtastung über optische Sensoren, Ribbon Controller
- Speicher: RAM (max. 1,2 GB bei 128 Stimmen), WORM, Bandlaufwerk, Optisches Laufwerk, Jaz-Laufwerk, externer Festplattenspeicher
- Steuerung: MIDI, CV, VITC, SMPTE, Trigger

## Musiker, die das Synclavier verwenden oder verwendeten
- Laurie Anderson
- Benny Andersson
- Tony Banks
- Christopher Boyes, Filmmusik zu Avatar – Aufbruch nach Pandora (2009)
- Ben Burtt (Star-Wars-Soundtracks)
- Sean Callery
- Celebrate the Nun, Vorläufer von Scooter
- Chick Corea
- Depeche Mode
- Al Di Meola, auf dem Album Cielo e terra (1985)
- George Duke
- Harold Faltermeyer
- Foreigner
- Frankie Goes to Hollywood, auf dem Album Liverpool (1986)
- Peter Gabriel
- Genesis
- Hall & Oates
- Hanne Haller
- Paul Hardcastle
- Roger Hodgson
- Trevor Horn, unter anderem auf dem Album Grace Jones: Slave to the Rhythm (1985)
- Michael Jackson
- Jean Michel Jarre
- Jeans Team
- Eddie Jobson, auf dem Album Theme of Secrets (1985)
- Kitarō

- Mark Knopfler, unter anderem auf dem Album Brothers in Arms (1985)
- Kraftwerk
- Chris Martin
- Lyle Mays
- John McLaughlin, auf dem Album Mahavishnu (1984)
- Pat Metheny
- George Michael
- Daniel Miller
- New Order
- Olivia Newton-John (1985)
- Pink Floyd
- Nile Rodgers
- Craig Safan
- Purple Schulz
- Scritti Politti
- Ralph Siegel
- Alan Silvestri
- Paul Simon
- Mark Snow
- Ed Starink
- Sting
- Trio, auf dem Album Whats the Password (1985)
- Kim Wilde
- Stevie Wonder
- Frank Zappa, auf dem Album Jazz from Hell (1986)